# Futbola klubs Liepājas Metalurgs
Il Metalurgs Liepāja (ufficialmente Futbola klubs Liepājas Metalurgs) è stata una società calcistica lettone di Liepāja. Il nome indica in genere la squadra di calcio, sebbene possa riferirsi anche all'HK Liepājas Metalurgs, squadra di hockey di Liepāja. La società è stata sciolta al termine della Virslīga 2013, la prima divisione del campionato nazionale in cui militava, a causa della bancarotta del suo unico sponsor, la società metallurgica Liepājas Metalurgs.
È stato l'erede del Sarkanais Metalurgs, una delle squadre più titolate del campionato regionale sovietico lettone, nonché seconda squadra lettone (dopo il Daugava Riga) a partecipare ai campionati sovietici col nome di Zvejnieks Liepaja.
Nel 2005 è stata la prima squadra di calcio lettone diversa dallo Skonto Riga ad aggiudicarsi il campionato nazionale. Inoltre è arrivata quattro volte seconda nella Coppa di Lettonia.

## Storia

### Gli inizi
Con l'arrivo dei sovietici tutte le squadre lettoni furono sciolte: tra questa anche l'Olimpija Liepāja, una delle più titolate squadre lettoni; parte dei giocatori e dei tecnici furono coinvolti nella creazione del Daugava Liepāja. Tale formazione al primo campionato arrivò subito seconda, per poi vincere il titolo nel 1946 e nel 1947, conquistando contemporaneamente anche la coppa nazionale.

### Sarkanais Metalurgs
Nel 1949 la società si unì con la Dinamo Liepāja (squadra che pur non partecipando alla massima serie lettone era riuscita a vincere la coppa nazionale nel 1948) dando vita al Sarkanais Metalurgs: tale formazione risultò essere la più forte squadra lettone degli anni '50, vincendo quasi tutti i titoli del campionato oltre a tre coppe lettoni consecutive. Tali successi portarono a creare una sorta di unione tra il Daugava Riga e il Sarkanais Metalurgs fin dal 1954: il Daugava Riga partecipava ai campionati nazionali sovietici (unica squadra lettone), mentre il Sarkanais Metalurgs ne era praticamente la squadra riserve, partecipando (con successo) al campionato regionale lettone.

### Nei campionati nazionali
Nel 1960 fu finalmente concesso alla squadra di partecipare ai campionati nazionali: il club fu rinominato Krasny Metallurg Liepāja e partecipò alla Classe B, all'epoca secondo livello del calcio sovietico. L'anno seguente la squadra fu rinominata SelMash Liepāja e finì ultima in Classe B. L'anno seguente ci fu un nuovo cambi di denominazione, divenendo Zvejnieks Liepāja; con questo nome partecipò ai campionati nazionali sovietici, militando sempre tra il secondo e il terzo livello, fino al 1989, anno in cui retrocesse nella quarta divisione.
L'anno successivo cambiò nome in Olimpija Liepāja, omaggio alla vecchia squadra lettone: con questo nome partecipò al suo ultimo campionato nazionale sovietico.

### Primi anni dopo l'indipendenza
Nel 1991 smise di partecipare ai campionati nazionali, passando a quello lettone, dove finì terzo. Al primo anno post indipendenza nel 1992 finì sesta, mentre nel successivo settima: fu l'ultimo campionato col nome di Olimpija Liepāja; nell'anno successivo partecipò come FK Liepāja, retrocedendo per la prima volta.
La squadra però partecipò nuovamente alla Virslīga grazie all'acquisizione del titolo del DAG Riga: il nome dato al club fu quello di DAG Liepāja; l'anno successivo (1996) cambiò nuovamente nome in Baltika Liepāja.

### Liepājas Metalurgs
Solo nel 1997, grazie alla sponsorizzazione della locale azienda metallurgica, il club trovò la stabilità economica: il club passò all'attuale denominazione di Liepājas Metalurgs e si posizionò stabilmente ai vertici del campionato lettone.
Fu proprio il Liepājas Metalurgs a spezzare il dominio incontrastato dello Skonto Riga, campione lettone per 13 anni di fila, vincendo il titolo nel 2005. Complessivamente dopo l'indipendenza ha vinto due campionati e una coppa nazionali, oltre ad una Baltic League.

### Scioglimento
Nel novembre 2013 il proprietario della società metallurgica Liepājas Metalurgs, unico sponsor della società calcistica, ha dichiarato la bancarotta. Di conseguenza, il Futbola klubs Liepājas Metalurgs è stato sciolto e cancellato dai registri all'inizio del 2014.

## Statistiche e record

### Partecipazioni ai campionati
| Livello | Categoria | Partecipazioni | Debutto | Ultima stagione | Totale |
| ------- | --------- | -------------- | ------- | --------------- | ------ |
| 1º      | Virslīga  | 22             | 1992    | 2013            | 22     |

### Statistiche nelle competizioni UEFA
Tabella aggiornata alla fine della stagione 2019-2020.
| Competizione                  | Partecipazioni | G  | V  | N | P  | RF | RS |
| ----------------------------- | -------------- | -- | -- | - | -- | -- | -- |
| UEFA Champions League         | 2              | 6  | 1  | 1 | 4  | 3  | 14 |
| Coppa delle Coppe             | 1              | 4  | 1  | 1 | 2  | 4  | 7  |
| Coppa UEFA/UEFA Europa League | 13             | 38 | 12 | 8 | 18 | 59 | 74 |
| Coppa Intertoto               | 1              | 4  | 3  | 0 | 1  | 7  | 9  |

## Palmarès

### Competizioni nazionali
- Campionato sovietici lettoni: 7

1949, 1951, 1953, 1954, 1956, 1957, 1958
- Coppa Sovietica Lettone: 6

1946, 1947, 1949, 1953, 1954, 1955
- Campionato lettone: 2

2005, 2009
- Coppa di Lettonia: 1

2006

### Competizioni internazionali
- Baltic League: 1

2007

### Altri piazzamenti
- Campionato lettone:

Secondo posto: 1998, 1999, 2003, 2004, 2006, 2007, 2008, 2011
Terzo posto: 2000, 2001, 2002, 2010, 2013-2014
- Coppa di Lettonia:

Finalista: 1998, 2000, 2002, 2005, 2010-2011, 2011-2012, 2012-2013
Semifinalista: 1992, 1999, 2001, 2004
- Baltic League:

Semifinalista: 2009-2010, 2010-2011

## Struttura
Il Metalurgs ha giocato nello Stadio Daugava di Liepaja (5.100 posti).